# Liste der Landschaftsschutzgebiete im Landkreis Sigmaringen
Im Landkreis Sigmaringen gibt es 28 Landschaftsschutzgebiete. Nach der Schutzgebietsstatistik der Landesanstalt für Umwelt, Messungen und Naturschutz Baden-Württemberg (LUBW) stehen 10.853,84 Hektar der Landkreisfläche unter Landschaftsschutz, das sind 9,04 Prozent.
| Name                                                                   | Bild | Kennung                  | Einzelheiten | Position | Fläche Hektar | Datum                           |
| ---------------------------------------------------------------------- | ---- | ------------------------ | --- | -------- | ------------- | ------------------------------- |
| Laucherttal mit Nebentälern                                            |      | 4.37.001 WDPA: 322538    | Bingen, Gammertingen, Hettingen, Veringenstadt, Sigmaringen Landschaftsschutzgebiet wegen der besonderen Schönheit des Tales (z. T. sehr eng mit Felspartien und Prallhängen); Schutz vor Bebauung. | ⊙        | 1.199,1       | 13. Sep. 1955                   |
| Lausheimer Weiher                                                      |      | 4.37.004 WDPA: 322547    | Ostrach Größerer Weiher mit seiner Umgebung. | ⊙        | 58,0          | 16. Jan. 1963                   |
| Ruhestettener Ried                                                     |      | 4.37.005 WDPA: 324005    | Wald Riedgebiet mit Torfstichen. | ⊙        | 7,0           | 20. Sep. 1996                   |
| Büttnau                                                                |      | 4.37.006 WDPA: 320234    | Veringenstadt Seitental des Laucherttales. | ⊙        | 48,5          | 12. Juli 1967                   |
| Michelsbühlhöhe                                                        | BW   | 4.37.010 WDPA: 322972    | Bad Saulgau | ⊙        | 2,9           | 25. Sep. 1940                   |
| Sießener See                                                           |      | 4.37.011 WDPA: 324572    | Bad Saulgau | ⊙        | 17,5          | 25. Sep. 1940                   |
| Ehemalige Burg bei Friedberg                                           | BW   | 4.37.012 WDPA: 320512    | Bad Saulgau Historisch bedeutsame Burgstelle. | ⊙        | 7,8           | 25. Sep. 1940                   |
| Höhe 646,4 südlich Haid                                                | BW   | 4.37.013 WDPA: 321685    | Bad Saulgau | ⊙        | 2,3           | 25. Sep. 1940                   |
| Ehemalige Burg bei Heudorf                                             | BW   | 4.37.014 WDPA: 320513    | Scheer | ⊙        | 1,7           | 25. Sep. 1940                   |
| Ried südlich Luditsweiler                                              | BW   | 4.37.016 WDPA: 323884    | Bad Saulgau Ursprüngliche Landschaft, zum Teil Hochmoor. | ⊙        | 1,8           | 25. Sep. 1940                   |
| Missionsberg                                                           | BW   | 4.37.018 WDPA: 322978    | Mengen | ⊙        | 40,2          | 25. Sep. 1940                   |
| Alter Friedhof                                                         |      | 4.37.019 WDPA: 319544    | Mengen Parkartiger alter Friedhof mit alten Bäumen. | ⊙        | 1,5           | 25. Sep. 1940                   |
| Schiller- und Kaiserhöhe                                               | BW   | 4.37.020 WDPA: 324150    | Bad Saulgau | ⊙        | 21,0          | 25. Sep. 1940                   |
| Rosengarten                                                            | BW   | 4.37.021 WDPA: 323950    | Bad Saulgau | ⊙        | 23,1          | 25. Sep. 1940                   |
| Landschaftsteil bei der Frauenkapelle                                  |      | 4.37.023 WDPA: 322435    | Bad Saulgau | ⊙        | 12,1          | 8. Dez. 1955                    |
| Ostrand des Donau- und Schwarzachtales zwischen Marbach und Riedlingen | BW   | 4.37.024 WDPA: 323592    | Herbertingen Hang des Schwarzachtales. | ⊙        | 80,2          | 10. Juni 1992                   |
| Höchsten                                                               |      | 4.37.025 WDPA: 321653    | Illmensee Weithin sichtbarer Höhenzug mit hervorragendem Aussichtspunkt. | ⊙        | 11,2          | 19. Apr. 1938                   |
| Illmensee, Ruschweiler See und Volzer See                              |      | 4.37.026 WDPA: 555547204 | Illmensee Landschaftlich hervorragende Seenkette im Bodensee-Molasseland mit Umgebung. – Hinweis: Von den drei namensgebenden Seen liegt seit 1989 nur noch der Illmensee im LSG. Die beiden anderen gehören seither zum Naturschutzgebiet Ruschweiler und Volzer See. | ⊙        | 262,8         | 16. Mai 1949                    |
| Öhmdwiesen mit Gebüsch                                                 | BW   | 4.37.029 WDPA: 323483    | Bad Saulgau Vogelschutzgebiet. | ⊙        | 0,6           | 25. Sep. 1940                   |
| Altshausen-Laubbach-Fleischwangen                                      |      | 4.37.030                 | Ostrach Großflächige, typische oberschwäbische jüngere kuppige Schmelzwasserlandschaft mit vermoorten Niederungen, Bachläufen, Seen und Weihern. | ⊙        |               | 13. Sep. 1963 bis 15. März 2022 |
| Altshausen-Fleischwangen-Königsegg                                     | BW   | 4.37.030                 | Ostrach Großflächige, typische oberschwäbische jüngere kuppige Schmelzwasserlandschaft mit vermoorten Niederungen, Bachläufen, Seen und Weihern. | ⊙        |               | 15. März 2022                   |
| Mühlbachtal                                                            | BW   | 4.37.034 WDPA: 323077    | Mengen, Scheer Naturhafter Bachlauf mit abwechslungsreichem Landschaftsbild: Wiesen, ungenutzte Feuchtflächen, naturhafte Waldränder; gute Erholungseignung. | ⊙        | 21,7          | 14. Juni 1983                   |
| Schlucht im Grund                                                      | BW   | 4.37.035 WDPA: 324212    | Hohentengen | ⊙        | 0,7           | 25. Sep. 1940                   |
| Donau- und Schmeiental                                                 |      | 4.37.036 WDPA: 320388    | Beuron, Herbertingen, Inzigkofen, Leibertingen Das Donautal im Bereich des Donaudurchbruches, das Schmeiental und die Albfläche mit ihrer durch den Wechsel der geologischen Formationen bedingten Schönheit mit eindrucksvollen Felspartien und Höhlensystemen; Hangwälder, Feuchtwiesen, Quellhorizonte, Trockenrasen, Streuobstwiesen, Altwasser und Auewaldreste; bedeutendes Erholungsgebiet. | ⊙        | 7.977,4       | 30. Okt. 1987                   |
| Enzkofer Ried                                                          |      | 4.37.037 WDPA: 320658    | Hohentengen, Mengen Vielfältig gegliederter, landschaftlich reizvoller Lebensraum: Wechsel zwischen unberührten Riedflächen, Streuwiesen, Wasserflächen, Gebüschgruppen sowie landwirtschaftlich genutzte Grünflächen. | ⊙        | 53,8          | 7. Dez. 1990                    |
| Booser-Musbacher Ried                                                  | BW   | 4.37.038 WDPA: 320029    | Bad Saulgau Grünlandgürtel auf moorigen und anmoorigen Böden als Brut-, Rast- und Nahrungsbiotop für Vögel; Pufferzone zur Vermeidung nachteiliger Einflüsse auf das gleichnamige NSG; Erholungsfunktion. | ⊙        | 134,0         | 11. Jan. 1991                   |
| Ölkofer Ried                                                           |      | 4.37.039 WDPA: 323498    | Herbertingen, Hohentengen Das LSG soll nachteilige Einflüsse auf das gleichnamige NSG vermeiden. | ⊙        | 124,4         | 28. Apr. 1993                   |
| Ruhestetter Ried                                                       |      | 4.37.040 WDPA: 324006    | Pfullendorf, Wald Mit dem gleichnamigen NSG naturräumlich und entstehungsgeschichtlich zusammenhängende grünlanddominierte Flächen auf Moorboden; Pufferzone zur Vermeidung nachteiliger Einflüsse auf das NSG; Erholungsfunktion. | ⊙        | 68,1          | 20. Sep. 1996                   |
| Taubenried                                                             |      | 4.37.041 WDPA: 325105    | Ostrach Mit dem gleichnamigen Naturschutzgebiet naturräumlich und entstehungsgeschichtlich zusammenhängende Grünlandflächen auf Moorboden; Pufferzone zur Vermeidung nachteiliger Einflüsse auf das Naturschutzgebiet; offene Landschaft von besonderer Schönheit und Eigenart zur Sicherung des Landschaftsbildes und der Erholungsfunktion                                                       | ⊙        | 65,5          | 16. Feb. 1998                   |
| Legende für Landschaftsschutzgebiet                                    |      |                          | |          |               |                                 |